# 1990年アジア競技大会におけるソフトボール競技
1990年アジア競技大会におけるソフトボール競技は、1990年9月23日から9月28日まで中国の北京で開催された。
本大会からソフトボールがアジア競技大会の正式種目として採用された。

## 最終順位
| 順位 | チーム               | 試 | 勝 | 敗 |
| ---- | -------------------- | -- | -- | -- |
| 1    | 中国                 | 8  | 7  | 1  |
| 2    | 日本                 | 8  | 6  | 2  |
| 3    | チャイニーズタイペイ | 8  | 5  | 3  |
| 4位  | 韓国                 | 8  | 2  | 6  |
| 5位  | 北朝鮮               | 8  | 0  | 8  |